# Schiedea stellarioides
Schiedea stellarioides är en nejlikväxtart som beskrevs av Horace Mann. Schiedea stellarioides ingår i släktet Schiedea och familjen nejlikväxter. Inga underarter finns listade i Catalogue of Life.